# Marc Lizier
Marc Lizier (1979) is een Nederlandse componist van documentaire- en filmmuziek en geluidsontwerper.
Lizier studeerde in 2002 af in de geluidsopname en geluidsmixage aan de Nederlandse Filmacademie. Hij componeerde de muziek voor onder meer Bloody Mondays & Strawberry Pies (2008), de documentaire van Ester Gould A Strange Love Affair with Ego (2015; Gouden Kalf-nominatie 'Beste Muziek', winnaar 'Beeld & Geluid Award for Best Dutch Documentary', IDFA 2015), How To Meet a Mermaid (2016; Gouden Kalf-nominatie 'Beste Muziek') en Instant Dreams (2017; Gouden Kalf-nominatie 'Beste Muziek').
Lizier is mede-eigenaar van Klink Audio in Amsterdam. Hij is een van de Nederlandse leden van de European Film Academy (EFA).

## Filmografie (selectie)
- Instant Dreams (2017)
- How to meet a mermaid (2016)
- Strange Love Affair with Ego (2015)
- Plaza Man (2014)
- The Next Big Thing (2014)
- I Love Venice (2013)
- The Other side of Sleep (2011)
- Curacao (2010)
- Bloody Mondays & Strawberry Pies (2008)
- Jimmy Rosenberg - De vader, de zoon & het talent (2006)